# Roman Janoušek
Roman Janoušek (* 3. července 1968) je český podnikatel a miliardář. V roce 2014 odhadl týdeník Euro hodnotu jeho majetku na 4 až 5,5 miliard korun a zařadil ho mezi 50 nejbohatších Čechů a Slováků. Média jej označují za lobbistu a pražského krajského kmotra, poukazují na jeho vazby na české politiky a spekulují o jeho případném vlivu na veřejné zakázky. O jeho vazbách na bývalého pražského primátora Pavla Béma a magistrátní úředníky, prostřednictvím kterých ovlivňoval činnost magistrátu a dalších státních institucí, svědčí uniklé odposlechy telefonních hovorů Bezpečnostní informační služby (BIS) zveřejněné Mladou frontou DNES v březnu 2012. Podle odposlechů a iDNES.cz měl Janoušek v korupčním podsvětí přezdívky Kapitán, Lord Voldemort či Romeš, v komunikaci s Pavlem Bémem pak vzájemně používali přezdívky Mazánek a Kolibřík.
V listopadu 2014 nastoupil do vězení, kde si začal odpykávat trest v délce 4,5 roku za autonehodu, při níž v opilosti srazil a vážně zranil ženu. Výkon trestu mu však byl ze zdravotních důvodů od 9. března 2016 přerušen nejprve jen na 2 měsíce. V červnu 2016 mu bylo přerušení výkonu trestu prodlouženo o půl roku. O dalším přerušení výkonu trestu, tentokrát již na rok, rozhodl Krajský soud v Brně 14. listopadu 2016 a opět tak vyhověl lobbistovu návrhu.  Janoušek ve vězení zatím strávil 16 měsíců z uloženého 4,5letého trestu. Následně v květnu 2018 Krajský soud v Brně znovu rozhodl o přerušení výkonu trestu. Tentokrát už na dva roky.
V březnu 2021 ministryně spravedlnosti Marie Benešová v odpovědi na poslaneckou interpelaci uvedla, že se zabývá kauzou pobytu údajně vážně nemocného Janouška na horách v Rakousku. V červenci 2021 Janoušek opět nastoupil do výkonu trestu a tehdejší ministryně v této souvislosti podala kárnou žalobu na soudkyni, která Janouškovo přerušení trestu prodlužovala.

## Podnikatelská činnost

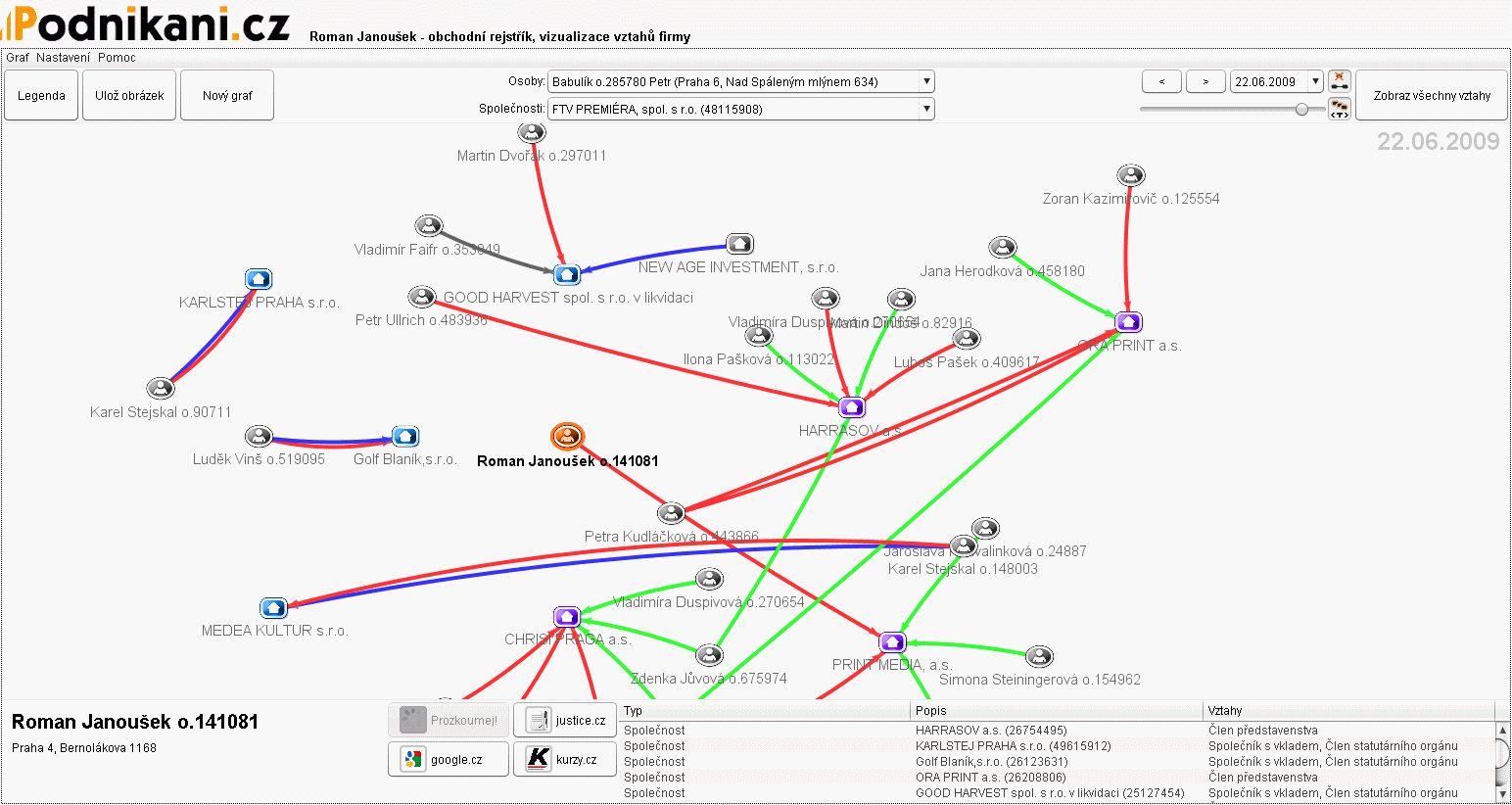
Roman Janoušek, firmy v roce 2009

V červnu 1993 založil společně s Karlem Stejskalem, Josefem Regnerem a Ladislavem Dvořákem společnost Medea Real a stal se jejím jednatelem. V říjnu téhož roku založily Medea Real a Strojexport společnost Medea Kultur. V prosinci 1994 v souvislosti s Regnerovým odchodem Janouškův podíl v Medea Real vzrostl z 25 na 33 procent.
Český stát podle Nejvyššího kontrolního úřadu vydal v letech 1993–1996 zhruba půl miliardy korun na protidrogové programy, značná část skončila na účtech firmy Medea Kultur. Podle Mladé fronty DNES tomu mohlo napomoci i přátelství Romana Janouška s politikem ODS Pavlem Bémem, který měl na výběr firem určitý vliv.
V srpnu 2000 se vlastníky Medea Kultur stali Karel Stejskal a Roman Janoušek, každý s podílem 50 %. V listopadu stejného roku založili Stejskal s Janouškem akciovou společnost S & J – Medea Kultur, jejíž název byl po Janouškově odchodu z orgánů společnosti v únoru 2002 změněn na Ora Print. Ora Print získala od Všeobecné zdravotní pojišťovny (VZP) lukrativní zakázku na vydávání časopisu Svět pojištěnce, podle kontroly Ministerstva zdravotnictví mohly být náklady poloviční. V roce 2002 uzavřela Medea Kultur s VZP dlouhodobou smlouvu na propagaci s ročním rozpočtem 12 milionů korun.
V březnu 2002 se stal místopředsedou představenstva nově založené akciové společnosti Chrisi Praga. Ta získala v říjnu 2004 40% podíl ve společnosti Tardus, která ve stejném roce získala od magistrátu zakázku na vydávání Listů hlavního města Prahy.
V listopadu 2003 svůj podíl ve společnosti Media Kultur Stejskalovi prodal. V červenci 2004 rezignoval na funkci jednatele společnosti Medea Real a prodal svůj podíl Karlu Stejskalovi. V následujících letech získala Medea Kultur od pražského magistrátu sedm milionů korun na různé vzdělávací projekty, jejichž výsledky nejsou známy.
V roce 2006 pomáhal Pavlu Bémovi při volební kampani. V roce 2007 koupila společnost Tardus od Českých drah bez řádného výběrového řízení 49% podíl v reklamní agentuře Railreklam.
Zajímá se také o prodej ruzyňského letiště. Podle týdeníku Ekonom prosadil Janoušek plán parcelace majetku, podle kterého by mělo město Praha získat 34 procent akcií firmy Letiště Praha, a následně také třetinu z očekávaného privatizačního výnosu. Ekonom také upozornil, že ředitel firmy Letiště Praha Miroslav Dvořák staví luxusní dům v Podolí na parcele, kterou vlastní Janoušek.

### Netransparentní obchody s VZP
Deník Hospodářské noviny v únoru 2009 upozornil, že jemu blízké firmy „mají mimořádné štěstí na lukrativní zakázky od Všeobecné zdravotní pojišťovny“. Podle deníku jim jen v roce 2008 vyplatila VZP asi 120 milionů korun. Dvacet milionů získala agentura Medea Kultur, kterou zakládal a podílí se na jejích golfových aktivitách. Osmdesát sedm milionů VZP zaplatila za časopis Svět pojištěnce firmě Ora Print (dřívější název S & J – MEDEA KULTUR), kterou do roku 2002 vlastnil a v níž byla do roku 2009 členkou dozorčí rady jeho manželka. Od 22. ledna 2002 do 22. června 2009 působil v této firmě na pozici předsedy představenstva pozdější ministr vnitra Radek John, ten však v roce 2010 uvedl, že s Janouškem nemá nic společného a o tom, že v orgánech firmy současně s ním působila také jeho manželka, nevěděl, ve firmě měl prý jen na starosti ekonomiku vydávání.

### Podezření z praní špinavých peněz ve Švýcarsku
Konto panamské firmy Botanic Finance ve Švýcarsku, k němuž měl podpisové právo a na kterém bylo asi 13 milionů švýcarských franků (cca 220 milionů korun), bylo v roce 2009 obstaveno pro podezření z praní špinavých peněz. On sám odmítl vysvětlit podezřelé transakce na účtu, a proto uvedené konto švýcarská prokuratura zmrazila, když na něj švýcarská banka Kredietbank podala trestní oznámení. Podle deníku Hospodářské noviny k jednomu z Janouškových kont mají přístup i dva vysocí úředníci pražského magistrátu, kteří rozhodují o veřejných zakázkách. Jsou jimi Jiří Toman (ředitel odboru městského investora) a Peter Ďurica (ředitel odboru obchodních aktivit). Dle zjištění švýcarských novinářů se později vyšetřování rozšířilo i o další účty, když celkem šlo o částku přes 120 milionů švýcarských franků (cca 2 miliardy korun).
Švýcarští vyšetřovatelé v této věci požádali o právní pomoc pražské vrchní státní zastupitelství, této žádosti však tehdejší náměstek zastupitelství Libor Grygárek nevyhověl, když byl s Janouškem v kontaktu od roku 2011 a měl mařit vyšetřování i dalších pět kriminálních případů, které se Janouška týkaly. Za tyto aktivity byl Grygárek obviněn ze zneužití pravomoci úřední osoby a v roce 2018 byl obžalován. Švýcarští vyšetřovatelé případ v roce 2010 odložili.

### Spojitost s aférou Opencard
Po několika auditech projektu Opencard na bezkontaktní víceúčelové karty na parkování, knihovny a platby v prostředcích MHD hlavního města Prahy bylo zjištěno, že dopravní podnik na projektu nic nevydělává a zisk jde osmi firmám s neznámým majitelem, z nichž minimálně ve dvou (Grand Princ a Chrisi Praga) byl Roman Janoušek v představenstvu. Projekt měl doposud odhadované náklady kolem jedné miliardy korun, desítky závažných chyb při realizaci (včetně např. porušení zákona pro přidělování veřejných zakázek) a stovky milionů, které byly (podle auditorů zbytečně) doposud vyplaceny těmto soukromým firmám.

### Obvinění v kauze Chambon
Policie obvinila v březnu 2017 Janouška a další čtyři osoby (mj. Soňu Pekovou) v souvislosti s transakcemi kolem společnosti Chambon, která zajišťovala krevní testy a vyžadovala příliš vysoké úhrady od pojišťoven. Zdravotním pojišťovnám tak měla vzniknout škoda ve výši přes 239 milionů Kč, ty se také u soudu přihlásily s nárokem na náhradu škody. Janoušek byl spolumajitelem společnosti, zároveň se však ve společnosti nechal zaměstnat jako ekonomicko-právní poradce a od června 2009 do ledna 2011 si z tohoto titulu nechal vyplatit 62,5 milionů Kč, obžalován byl z podvodu a podílnictví. V březnu 2022 Městský soud v Praze Janouška obvinění nepravomocně zprostil. Janoušek po státu požaduje omluvu a odškodnění ve výši 155 milionů Kč.

## Nehoda v březnu 2012
Dne 23. března 2012 po 10. hodině dopoledne Roman Janoušek ve svém Porsche Cayenne v pražské Vyskočilově ulici zezadu narazil do Volva a z místa nehody ujel. Asi o 30 metrů dál, na nedaleké křižovatce však zastavil na červenou, řidička nabouraného Volva ho mezitím doběhla, postavila se před jeho vůz a chtěla mu zabránit, aby ujel. Janoušek do ženy nejdříve dvakrát najel a poté ji úmyslně srazil (podle jednoho svědka ji přejel ruku). Ženu nechal na silnici a ujel, aniž by jí poskytl první pomoc. Dopaden byl zanedlouho v ulici Pujmanové, poté, co se snažil uniknout policejnímu vozu. Při orientační dechové zkoušce mu bylo naměřeno více než 2,2 promile alkoholu.
Policisté jej odvezli na vyšetření do nemocnice a krátce po poledni byl převezen na ředitelství pražské policie. Po asi třech hodinách byl propuštěn zadním vchodem a odvezen soukromým vozidlem, které opět ještě před budovou policie porušilo dopravní předpisy.
Jednapadesátiletá žena vietnamské národnosti s mnohočetným poraněním skončila na JIP ve fakultní nemocnici v Motole.
Policie Janouškovi předala po dvou dnech usnesení o zahájení trestního stíhání pro přečin ohrožení pod vlivem návykové látky a zločin těžké ublížení na zdraví, stíhán by mohl být i za neposkytnutí první pomoci. Podle advokáta zraněné ženy Josefa Lžičaře bylo na zvážení, zdali by se incident nedal kvalifikovat jako pokus o vraždu. V následujících měsících se advokáti postižené ženy a Romana Janouška dohodli na zvýšeném odškodném pro poškozenou, pro obviněného Janouška mohla tato vstřícnost znamenat u soudu i polehčující okolnost a možné snížení případného trestu. V listopadu Janoušek poškozené řidičce vyplatil 900 000 Kč.
Městský soud v Praze ho 30. dubna 2014 odsoudil za těžké ublížení na zdraví k třem letům vězení a pětiletému zákazu řízení motorových vozidel. Nevyhověl tak žalobkyni, která žádala vyhodnocení případu jako pokusu o vraždu s trestem 10 let vězení. Státní zástupkyně proto oznámila záměr podat odvolání k vrchnímu soudu. Odvolal se i Janoušek, ale vrchní soud mu v odvolacím řízení trest zpřísnil na 4,5 roku vězení.
Soudní znalec Jiří Doleček, který soudu předložil znalecký posudek v Janouškův prospěch, byl v roce 2017 odsouzen za úmyslné zkreslení tohoto posudku k podmíněnému trestu odnětí svobody v délce 18 měsíců.
Dne 18. listopadu 2014 nastoupil Janoušek výkon trestu v brněnské věznici.
V brněnské věznici zůstal do března 2016, poté byl dočasně propuštěn na svobodu. Důvodem byla operace hlavy v pražské Ústřední vojenské nemocnici, po ní nastaly nečekané komplikace. Brněnský krajský soud v listopadu 2017 zamítl Janouškovu další žádost o přerušení trestu. Zároveň ale uvedl, že zdravotní prognóza nepředpokládá zlepšení a Janoušek by měl situaci řešit žádostí o upuštění od zbytku trestu. Podle znaleckého posudku z dubna 2018 není schopen nastoupit do vězení. Znalci olomoucké fakultní nemocnice napsali, že by pobyt ve vězení mohl ohrozit lobbistův život, uvedla Česká televize.
Vrchní soud v Praze nechal od července 2019 Janouška sledovat a v srpnu vyhodnotil, že opětovné zamítnutí Janouškovy žádosti o prominutí zbytku trestu bylo „správné a důvodné“, neboť odsouzený bez doporučeného doprovodu např. chodil na plovárnu, navštívil galerii nebo si vyjel na kole. Deník N v květnu 2024 uvedl, že Janoušek pořádal o několik dní dříve golfový turnaj, přičemž i přes svůj údajně vážný zdravotní stav se na hřišti pohyboval bez jakýchkoliv zdravotních pomůcek.

### Automobil
Automobil Porsche Cayenne, kterým Roman Janoušek nehodu způsobil, byl ve vlastnictví firmy Ora Print a Janouškovi byl pouze pronajat. Firmu Ora Print Janoušek vlastnil do roku 2002 a poté se vlastnictví údajně zbavil. Automobil měl registrační značku 4A3 1968 se zakódovaným datem narození Romana Janouška. První část značky 4+3=7=červenec (3. července) a 1968 je rok narození. Podle deníku Právo to nasvědčuje tomu, že Janoušek byl i po roce 2002 vlastníkem Ora Printu prostřednictvím anonymních akcií. Tzv. „kmotrovskou značku“ má také další Janouškem používaný automobil Mercedes-Benz s registrační značkou 2AR 1010.

## Rodina
Janouškova manželka Simona (roz. Steiningerová ) je také podnikatelkou.  V září 1999 koupila od zakladatelů společnosti Linpa Publishing, s. r. o., (původně Mladý svět, spol. s r. o.) jejich podíly, současně bylo rozhodnuto o změně názvu na Simona Publishing, s. r. o. Tuto společnost však později prodala. V roce 2001 se spolu s Janouškem stala členkou orgánů akciové společnosti Mladý svět, později přejmenované na PRINT MEDIA, a. s. V orgánech společnosti setrvali až do prohlášení konkursu na její majetek v říjnu 2009.
Dalším přítelem s širokými vazbami byl ex-politik a lobbista Martin Ulčák. Blízko k němu měl také brněnský podnikatel, majitel cestovní a realitní agentury Milan Püschel. 